# Moses Nsubuga
Moses Dirisa Nsubuga, född 5 mars 1973, är en svensk före detta fotbollsspelare. Han hade en framgångsrik säsong i Allsvenskan 1997, i ett IF Elfsborg som under tränaren Anders Linderoth och med profiler som Anders Svensson, Tobias Linderoth och Fredrik Berglund slutade sjua i serien, men karriären tog slut i november 1997 då han efter en bilolycka tvingades amputera vänsterbenet.